# Wilhelm Koch (Heimatforscher)
Wilhelm Koch (* 18. Januar 1926 in Dietenhofen; † 8. Dezember 2018 in Merkendorf) war ein deutscher Beamter, Heimatforscher und Buchautor.

## Leben
Wilhelm Koch verbrachte seine Jugend- und Schulzeit in Eichstätt und Ansbach, wo er die Oberrealschule (das heutige Platengymnasium Ansbach) besuchte. 1943 wurde er zum Militär einberufen und kam nach kurzer Kriegsgefangenschaft 1945 nach Merkendorf, wo seine Eltern lebten. 
Für seine neue Heimatstadt Merkendorf begann sich Koch zu engagieren. Nach seinem Ingenieurstudium in München kam er 1950 zum Flurbereinigungsamt Ansbach (heute Amt für Ländliche Entwicklung), wo er 38 Jahre lang arbeitete. 1964 heiratete Wilhelm Koch Margarete Hemm aus Merkendorf. Das Paar hatte zwei Kinder. 
Im Jahr 1988 ging Koch in Pension und trat in den Heimatverein Merkendorf u. Umg. 1949 e. V. ein. Er unterstützte 1987 Altbürgermeister Heinrich Helmreich bei der Erstellung des Heimatbuches der Stadt. Auch unterstützte Koch zusammen mit Heinrich Helmreich den Aufbau des Heimatmuseums Merkendorf, das vom Verein der Freunde Triesdorf initiiert worden war. Das Museum wurde 1993 in den beiden Obergeschossen der ehemaligen Zehntscheune eingerichtet.
Im Laufe der Zeit hatte Wilhelm Koch rund 3.000 Exponate für das Heimatmuseum gesammelt. 
2009 trat Koch aus Altersgründen als 2. Vorsitzender des Heimatvereins zurück und überließ den Posten Werner Wiedmann. 
Koch initiierte die Sonderausstellung „Krieg und Frieden“, die im Merkendorfer Steingruberhaus im Mai 2005 anlässlich des Kriegsendes vor 60 Jahren eröffnet wurde.

## Werke
Wilhelm Koch veröffentlichte viele Heimatbücher über Merkendorf: 
- Merkendorf – Historische Kleinstadt im Fränkischen Seenland, 1988 (zusammen mit dem damaligen Altbürgermeister Heinrich Helmreich)
- 600 Jahre Stadt Merkendorf 1398–1998, 1998
- Krieg und Frieden – Merkendorf 1944–1949, 2006
- Merkendorfer Kraut in Vergangenheit und Gegenwart, 2008

Wilhelm Koch schrieb darüber hinaus Hinweistafeln für historische Gebäude in der Merkendorfer Altstadt und verfasste 2009 einen Teil der Informationstafeln am Zwei-Städte-Wanderweg Merkendorf–Wolframs-Eschenbach.

## Ehrungen und Auszeichnungen
Wilhelm Koch erhielt zum 600-jährigen Stadtjubiläum 1998 die Jubiläumsmedaille in Gold und 2006 den Ehrenteller der Stadt Merkendorf für seinen „steten Einsatz für die Bewahrung der Geschichte“ seiner Wahlheimat Merkendorf.